# 高階遠成
高階 遠成（たかしな の とおなり）は、平安時代初期の貴族。左大臣・長屋王の後裔。官位は従四位下・大和介。

## 経歴
延暦24年（805年）第18次遣唐使の大使・藤原葛野麻呂らの帰国直後に、遠成は遣唐使判官として唐に渡る。在唐中の元和元年（806年）に唐朝より中大夫・試太子允の官を与えられる。同年10月に遣唐留学生の橘逸勢や留学僧の空海らを伴って帰国し、12月に朝廷に復命した際に、突然遣唐使に任命されて休む暇もなく出発したその心中を哀れまれて、特別に正六位上から二階昇進して従五位上に叙せられた。
弘仁2年（811年）主計頭次いで民部少輔に任ぜられ、弘仁4年（813年）大和介に任ぜられ地方官に転じる。弘仁6年（815年）正五位下、弘仁7年（816年）従四位下と嵯峨朝の中期に続けて昇叙された。
弘仁9年（818年）3月21日卒去。享年62。最終官位は散位従四位下。

## 官歴
注記のないものは『日本後紀』による。
- 時期不詳：正六位上
- 大同元年（806年） 10月22日：見大宰大監[3]。12月13日[4]：従五位上（越階）
- 弘仁2年（811年） 5月10日：主計頭。6月16日：民部少輔
- 弘仁4年（813年） 2月13日：大和介
- 弘仁6年（815年） 正月7日：正五位下
- 弘仁7年（816年） 正月7日：従四位下
- 弘仁9年（818年） 3月21日：卒去（散位従四位下）